# Wherever I May Roam
Wherever I May Roam (engl. für: „Wo immer ich auch umher streunen mag“) ist ein Lied der US-amerikanischen Metal-Band Metallica. Es wurde 1992 als Single aus ihrem auch als Black Album bekannten selbstbetitelten Album veröffentlicht. Es erreichte in vielen Ländern die Charts, etwa in Großbritannien auf Platz 25. In den Billboard Hot 100 erreichte es Platz 82. Das Stück war zudem namensgebend für die folgende Tour zum Album, die Wherever-We-May-Roam-Tour.

## Musikstil
Das Stück weist eine ungewöhnliche Instrumentierung auf, bei der asiatische Instrumente wie Gong und Sitar verwendet wurden. Zudem spielte Jason Newsted während des Intros zur Akzentuierung einen zwölfsaitigen E-Bass von Warwick, wie er auf der DVD Classic Albums: Metallica - Metallica sagte. Im Rest des Stücks wird ein gewöhnlicher viersaitiger Bass verwendet. Die Saiteninstrumente befinden sich in normaler Stimmung (E-A-D-G-H-E).

## Inhalt
Wherever I May Roam handelt vom Leben auf Tournee. Schlagzeuger Lars Ulrich sagte dazu:

„...ich denke, dass der Ursprung des Titels aus den Zeiten stammt, als wir durch Europa getourt sind im selben Bus mit den Roadies, den anderen Bands, die auf dem Programm standen, und sonstigen Leuten, die es geschafft haben, zwischen den Gigs einzusteigen...“

Dabei habe er ignorieren müssen, was um ihn herum passierte, um auf der Tour zurechtzukommen. Er bezog dies etwa auf Groupies, Partys, Drogen und Ähnliches.

## Live-Aufführung
Das Stück wird regelmäßig auf Metallica-Konzerten gespielt. Auf der DVD S&M befindet sich eine Version mit dem San-Francisco-Symphony-Orchester unter der Leitung von Michael Kamen.

## Weiterverwendung
- Das Stück ist im Videospiel Guitar Hero: Metallica enthalten.
- Im Videospiel Warcraft III: Reign of Chaos zitiert eine Banditen-Einheit das Lied: „Roamer, wanderer, nomad, vagabond, call me what you will“, und der Beastmaster-Held sagt: „Where I lay my head is home. See that rock? That's my pillow.“ Der erste Teil des letztgenannten Ausspruchs stammt ebenfalls aus dem Lied.
- Eine instrumentale Version befindet sich auf dem Album Hands Without Shadows des Gitarristen Michael Angelo Batio.
- Sinner coverten das Lied auf A Tribute to the Four Horsemen.
- Apocalyptica spielten das Lied auf Plays Metallica by Four Cellos nach.
- Das Stück wurde von Chase & Status für die Dubstep-Single Saxon gesampelt.
- Das Stück wird auch als Torhymne der Toronto Maple Leafs verwendet.

## Titelliste
US-Single
1. Wherever I May Roam
2. Fade to Black (Live)

Internationale Single
1. Wherever I May Roam
2. Fade to Black (Live)
3. Wherever I May Roam (Demo)

Internationale Digipak-Single
1. Wherever I May Roam
2. Last Caress (Live)
3. Am I Evil? (Live)
4. Battery (Live)

Japanische EP
1. Wherever I May Roam
2. Fade to Black (Live)
3. Last Caress (Live)
4. Am I Evil? (Live)
5. Battery (Live)

## Kommerzieller Erfolg

### Auszeichnungen für Musikverkäufe
| Land/Region               | Auszeichnungen für Musikverkäufe (Land/Region, Auszeichnung, Verkäufe) | Verkäufe  |
| ------------------------- | ---------------------------------------------------------------------- | --------- |
| Australien (ARIA)         | 2× Platin                                                              | 140.000   |
| Neuseeland (RMNZ)         | Gold                                                                   | 15.000    |
| Vereinigte Staaten (RIAA) | Platin                                                                 | 1.000.000 |
| Insgesamt                 | 1× Gold · 3× Platin ·                                                  | 1.155.000 |

Hauptartikel: Metallica/Auszeichnungen für Musikverkäufe